# 심봉섭 (정치인)
심봉섭(沈鳳燮, 1930년 1월 16일~2000년 9월 15일)은 대한민국의 정치인이다. 제8대 국회의원을 지냈다.

## 역대 선거 결과
|  | 9.50% |

|  | 17.78% |

|  | 17.15% |

|  | 32.73% |

|  | 50.64% |

|  | 10.55% |

|  | 8.50% |

|  | 43.15% |